# Huis te Velsen
Het Huis te Velsen is een verloren gegaan kasteel dat zich bevond tussen Driehuis en Santpoort-Noord in de gemeente Velsen, op de plaats van de huidige sportvelden aan de Hagelingerweg.

## Beschrijving
Huis te Velsen was een relatief klein kasteel in de vorm van een woontoren met twee grachten en bevond zich op een strandwal. Het was eigendom van de familie Van Velsen, die het in 1255 verkocht aan de familie Persijn, die er tot 1353 woonde. 
Het kasteel werd tijdens de Hoekse en Kabeljauwse twisten verwoest, waarna het herbouwd werd, maar raakte later toch weer in verval. Tegenwoordig zijn er van het kasteel slechts ondergrondse muurresten over.
In de zeventiende eeuw is op dezelfde plaats een buitenhuis gebouwd met dezelfde naam. Het werd in 1744 gesloopt na de dood van eigenaar Cornelis Hulft (1716-1743).